# Ardenna
Ardenna – rodzaj ptaków z rodziny burzykowatych (Procellariidae).

## Zasięg występowania
Rodzaj obejmuje gatunki występujące na wszystkich oceanach świata.

## Morfologia
Długość ciała 38–51 cm, rozpiętość skrzydeł 91–118 cm; masa ciała 278–995 g. 

## Systematyka

### Etymologia
- Ardenna: późnośredniowiecznołac. nazwa Ardenna nadana albatroso-podobnym ptakom. Według Capponiego z 1979 roku Ardènna i Artènna są włoskimi nazwami dialektalnymi (opartymi na Ardea) dla burzyków[8].
- Thyellodroma: gr. θυελλα thuella „burza, huragan”, od θυω thuō „wściekać się”; -δρομος -dromos „biegacz”, od τρεχω trekhō „biegać”[9]. Gatunek typowy: Puffinus sphenurus Gould, 1844 (= Puffinus chlororhynchus Lesson, 1831)[a].
- Neonectris: gr. νεος neos „nowy”; rodzaj Nectris Kuhl, 1820 (burzyk)[10]. Gatunek typowy: Puffinus brevicaudus Gould, 1841 (= Procellaria tenuirostris Temminck, 1836).
- Hemipuffinus: gr. ἡμι- hēmi- „pół, mały”, od ἡμισυς hēmisus „połowa”; rodzaj Puffinus Brisson, 1760 (burzyk)[11]. Gatunek typowy: Puffinus carneipes Gould, 1844.
- Paranectris: gr. παρα para „blisko”; rodzaj Nectris Kuhl, 1820 (burzyk)[12]. Gatunek typowy: Procellaria grisea J.F. Gmelin, 1789.

### Podział systematyczny
Taksony wyodrębnione z Puffinus. Do rodzaju należą następujące występujące współcześnie gatunki:
- Ardenna pacifica (J.F. Gmelin, 1789) – burzyk klinosterny
- Ardenna bulleri (Salvin, 1888) – burzyk szarogrzbiety
- Ardenna tenuirostris (Temminck, 1836) – burzyk cienkodzioby
- Ardenna grisea (J.F. Gmelin, 1789) – burzyk szary
- Ardenna gravis (O’Reilly, 1818) – burzyk wielki
- Ardenna carneipes (Gould, 1844) – burzyk bladodzioby
- Ardenna creatopus (Coues, 1864) – burzyk różowonogi

oraz gatunki wymarłe:
- Ardenna conradi (Marsh, 1870) – wymarły gatunek mioceński
- Ardenna davealleni (Jefferson, 1991) – wymarły gatunek plioceński
- Ardenna gilmorei (Chandler, 1990) – wymarły gatunek plioceński
- Ardenna pacificoides Olson, 1975 – wymarły gatunek plejstoceński